# Фуэнте, Луис де ла (епископ)
Луи́с де ла Фуэ́нте или Луи́с де Фуэ́нтес (исп. Luís de la Fuente, Luís de Fuentes, лат. Ludovicus de Fuentes; умер в декабре 1566 года, Леон, генерал-губернаторство Гватемала) — епископ епархии Леона на территории современных Никарагуа, Гватемалы и Коста-Рики в 1564—1566 годах.

## Биография
Ранняя биография неизвестна. В 1564 году проживал в Гватемале, где был приходским священником и деканом кафедрального капитула. 4 октября 1564 года был избран епископом и возглавлял епархию в 1565—1566 годах. За время своего недолгого руководства добился окончательного объединения церковных диоцезов Коста-Рики и Никарагуа, которое произошло 6 июля 1655 года. Умер в должности в декабре 1566 года.